# Episodi di Casa Vianello (quarta stagione)
La quarta stagione della sitcom Casa Vianello è stata trasmessa su Canale 5 dal 29 marzo 1993.
| nº | Titolo episodio                 | Prima TV        |
| -- | ------------------------------- | --------------- |
| 1  | Terno al lotto                  |                 |
| 2  | Novità all'attico               |                 |
| 3  | Si vive solo una volta          |                 |
| 4  | L'inquilina del 3º piano        |                 |
| 5  | Il malloppo                     |                 |
| 6  | Il compleanno                   |                 |
| 7  | Luci rosse                      |                 |
| 8  | Papà Raimondo                   |                 |
| 9  | Noblesse oblige                 |                 |
| 10 | La ragazza che venne dal freddo | 9 dicembre 1993 |
| 11 | Il testamento di Sandra         |                 |
| 12 | Prêt-à-porter                   |                 |
| 13 | La controfigura                 |                 |
| 14 | Il sospetto                     |                 |
| 15 | La scappatella                  |                 |
| 16 | Casablanca                      |                 |
| 17 | Il sonno di Sandra              |                 |
| 18 | Medicina letale                 |                 |
| 19 | Addio, mia bella addio          |                 |
| 20 | Tennis Club                     |                 |

## Terno al lotto
Raimondo, in cerca di tre importanti fascicoli che la tata ha spostato, si appunta su un foglietto i numeri identificativi dei documenti. Poco dopo però, mentre prova a prendere i fascicoli, si tira addosso la libreria e perde i sensi. Sandra e la tata allora trovano il foglietto con i numeri e decidono di giocarli al lotto, ma mentre la tata si sta recando in ricevitoria viene coinvolta in un incidente stradale.

## Novità all'attico
I signori Grimaldi hanno lasciato l'attico e i Vianello fanno la conoscenza del nuovo condomino, il signor Marini. Questi però è in preda ad un grave dramma e confida a Sandra e Raimondo di volersi suicidare perché è convinto che sua moglie Anna lo tradisca. Raimondo quindi va a parlare con la donna e scopre che la giovane Anna è una ragazza bellissima e disponibilissima.

## Si vive solo una volta
Raimondo progetta un costosissimo viaggio intorno al mondo per fare baldoria con un suo amico, ma i due non hanno abbastanza soldi.

## L'inquilina del 3º piano
I condomini sono in subbuglio per via di una nuova inquilina, la signorina Vanessa, che per lavoro riceve gli uomini in casa sua. Per porre fine allo scandalo, i vicini decidono di costringere la ragazza ad andarsene e convincono Raimondo a farsi loro portavoce.

## Il malloppo
Un giorno Raimondo rientra a casa in compagnia di un frate: si tratta di Serafino, un suo vecchio amico che non vedeva dai tempi dell'infanzia. Il religioso ha con sé una pesante valigia ma la gioia e l'emozione dell'incontro sono tali da sviare l'attenzione di Raimondo dal sospetto bagaglio che gli porterà purtroppo tantissimi guai.

## Il compleanno
Sandra e la tata stanno organizzando una festa a sorpresa per il compleanno di Raimondo, ma lui è preso da altri pensieri: per un nuovo film si è ispirato al rapporto che ha con Anna Marini e ha inserito alcune scene piccanti ambientate nell'ascensore condominiale; ciò che lui non sa è che il signor Marini si è offerto come finanziatore del film e ha chiesto a Sandra di poter leggere il copione.

## Luci rosse
A Raimondo viene proposto di finanziare un film sentimentale, ma in realtà è un inganno perché si tratta di un film per adulti. L'onorevole Pernove riconosce le attrici hard, ma si guarda bene dall'avvisare Raimondo ed assiste entusiasta alle riprese.

## Papà Raimondo
Per strani equivoci, Anna Marini, la vicina dei Vianello, crede di essere la figlia di Raimondo. Raimondo caccia a malo modo i coniugi Marini.

## Noblesse oblige
La tata riceve una proposta di matrimonio da un barone che aveva conosciuto tempo prima. Vergognandosi del suo cognome ha fatto credere allo spasimante di essere la figlia adottiva dei Vianello, così il barone decide di presentarsi a casa loro per chiedere la mano della tata ai presunti genitori; in realtà però il barone non è proprio quello che dice di essere.

## La ragazza che venne dal freddo
Arturo ha deciso di sposarsi con Danuta, una ragazza polacca che ha conosciuto per corrispondenza, ma essendo molto in imbarazzo, ha mentito alla giovane inviandole una foto di Raimondo e spacciandosi per lui, con l'intento di rivelarle tutto di persona prima delle nozze. Vianello si fa convincere dall'amico ad aiutarlo, ma quando Danuta si presenta a casa sua, decide di approfittare della situazione. Raimondo viene picchiato da Danuta e dai presenti.

## Il testamento di Sandra
Con sommo stupore di Raimondo, Sandra decide di fare testamento in favore di un'anziana signora miliardaria.

## Pret-a-porter
Come molte colleghe del mondo dello spettacolo, Sandra ha creato una propria linea di moda e ha organizzato una grande sfilata per presentare i suoi abiti.

## La controfigura
Sandra deve girare una commedia musicale basata sulla sua vita e si rende necessaria una controfigura.

## Il sospetto
Sandra e la tata, dopo aver visto in televisione il film "Il sospetto" di Alfred Hitchcock, rimangono molto turbate e cominciano a chiedersi se Raimondo sia capace di uccidere sua moglie. Nel frattempo l'uomo sta organizzando una festa per il compleanno di Sandra, ma la tata travisa una sua conversazione con il fioraio e si convince che Raimondo abbia assoldato un killer.

## La scappatella
Sandra è fuori per ritirare un importante premio e la tata si reca in ospedale per assistere una sua cugina partoriente. Raimondo allora ne approfitta per combinare un incontro intimo con l'affascinante signora Lidia, ma i suoi piani vengono sconvolti dalla presenza di due condomine che si rivolgono a lui: la prima è la signora Monica, che gli chiede aiuto per lasciare il suo amante, il dottor Giulio Vacchetti; la seconda è proprio la moglie di Vacchetti, Rosy, che chiede a Raimondo di fingersi il suo amante per vendicarsi dei tradimenti del marito.

## Casablanca
Gianni, un transessuale grande amico di Sandra, grazie a delle cure estetiche ha ormai un aspetto femminile. Per essere donna a tutti gli effetti, dovrà sottoporsi ad un ulteriore intervento chirurgico, ma prima di partire per Casablanca ha un problema da risolvere e la sua unica salvezza è Raimondo. Dapprima Gianna che dà un pugno sul ventre di Raimondo, poi Sandra dà un calcio su una gamba di Raimondo, il quale successivamente viene insultato dai presenti.

## Il sonno di Sandra
Raimondo deve ricevere alcuni pezzi grossi del cinema ai quali proporre la sceneggiatura di un film e ha bisogno che Sandra mostri tutta la sua esuberanza, molto apprezzata da questi ospiti. La donna però beve per sbaglio una spremuta contenente una grossa dose di sonniferi destinata al cane dei Vianello, così Raimondo e la tata si trovano costretti a trovare un diversivo per tenere occupati gli ospiti e decidono di chiedere aiuto alla signora Evelina. Raimondo viene mandato a quel paese dai tre produttori dei film, a causa di Sandra che prendeva a pernacchie tutti e tre i produttori. Raimondo viene inoltre citato per danni e deve prepararsi per le notizie dell'avvocato di uno dei tre produttori. Subito dopo Raimondo gridava a Sandra che ella aveva mandato all'aria il film e che avrebbe fatto i conti con lui.

## Medicina letale
Dietro indicazione di Sandra, Raimondo assume controvoglia una grande quantità di farmaci che gli consentono di avere una discreta prestanza fisica. Una mattina Sandra e la tata scoprono dalla radio che il Reuvaril, una nuova medicina che Sandra ha appena comprato, può causare gravi danni neurologici a chi la assume e negli uomini anziani comporta una immediata impotenza. Convinta erroneamente che il marito abbia già assunto il Reuvaril, Sandra gli rivela tutto e così Raimondo decide di approfittare della situazione per corteggiare un'amica della moglie fingendosi "innocuo".
L'episodio finisce con le botte date a Raimondo Lucio, colpevole di essere stato a letto con Cristina stessa. Viene inoltre chiamato "traditore", "mascalzone", da Lucio stesso.

## Addio, mia bella addio
Sandra propone a Raimondo una vacanza in un'isola tropicale, ma lui rifiuta seccamente. Tuttavia, dopo aver letto l'opuscolo fornitogli dalla moglie, Raimondo scopre che l'agenzia viaggi in questione offre ai propri clienti la possibilità di scomparire per sempre senza lasciare traccia e comincia a pensare, finge di suicidarsi quando la tata entra in camera e lui le dice di non dire nulla a Sandra, ma la tata impaurita glielo dice lo stesso.  

## Tennis Club
Sandra, Raimondo e la tata trascorrono la giornata in un esclusivo tennis club della città.